# Leichtathletik-Weltmeisterschaften 2017/Stabhochsprung der Männer

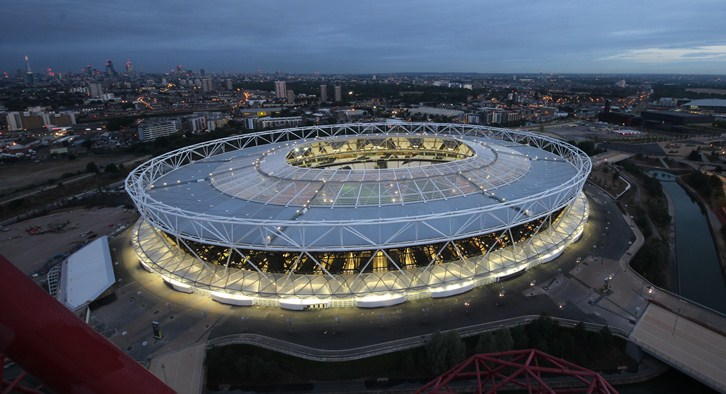
Das Olympiastadion London während der Weltmeisterschaften

Der Stabhochsprung der Männer wurde bei den Leichtathletik-Weltmeisterschaften 2017 wurde am 6. und 8. August 2017 im Olympiastadion der britischen Hauptstadt London ausgetragen.
Weltmeister wurde der US-amerikanische Olympiadritte von 2016 Sam Kendricks.

Er gewann vor dem polnischen WM-Dritten von 2015 Piotr Lisek.

Bronze ging an den französischen Olympiasieger von 2012, Olympiazweiten von 2016, Vizeweltmeister von 2013, dreifachen WM-Dritten (2009/2011/2015) und dreifachen Europameister (2010 2012 2014) Renaud Lavillenie.

## Rekorde

### Bestehende Rekorde
| Weltrekord               | Renaud Lavillenie | 6,16 m | Donezk, Ukraine        | 15. Februar 2014 |
| Weltmeisterschaftsrekord | Dmitri Markov     | 6,05 m | WM in Edmonton, Kanada | 9. August 2001   |

Der bestehende WM-Rekord wurde bei diesen Weltmeisterschaften nicht eingestellt und nicht verbessert.

### Rekordverbesserung
Es gab einen Landesrekord:
- 5,82 m – Xue Changrui (Volksrepublik China), Finale am 8. August

## Legende
Kurze Übersicht zur Bedeutung der Symbolik – so üblicherweise auch in sonstigen Veröffentlichungen verwendet:
| – | verzichtet                            |
| o | übersprungen                          |
| x | ungültig                              |
| r | Wettkampf nicht fortgesetzt (retired) |

## Qualifikation
4. August 2017, 10:40 Uhr Ortszeit (11:40 Uhr MESZ)
Die Athleten traten zu einer Qualifikationsrunde in zwei Gruppen an. Die Höhe für die direkte Finalqualifikation betrug 5,75 m. Als sich abzeichnete, dass 5,70 m für die Finalteilnahme ausreichen würden, ging keiner der Springer die eigentlich geforderte Qualifikationshöhe überhaupt an. Das Finalfeld wurde mit den besten zwölf Athleten beider Gruppen aufgefüllt – hellgrün unterlegt. Schließlich waren ohne jeden vorherigen Fehlversuch übersprungene 5,60 m ausreichend, um im Finale dabei zu sein.

### Gruppe A
| Platz | Athlet              | Land                        | 5,30 | 5,45 | 5,60 | 5,70 | Höhe (m) |
| ----- | ------------------- | --------------------------- | ---- | ---- | ---- | ---- | -------- |
| 1     | Renaud Lavillenie   | Frankreich                  | –    | –    | o    | o    | 5,70     |
| 1     | Piotr Lisek         | Polen                       | o    | o    | o    | o    | 5,70     |
| 3     | Axel Chapelle       | Frankreich                  | xo   | o    | o    | xxo  | 5,70     |
| 4     | Raphael Holzdeppe   | Deutschland                 | –    | o    | xo   | xxo  | 5,70     |
| 5     | Armand Duplantis    | Schweden                    | xxo  | xo   | xo   | xxo  | 5,70     |
| 6     | Xue Changrui        | Volksrepublik China         | –    | xo   | o    | xxx  | 5,60     |
| 7     | Andrew Irwin        | USA                         | xxo  | o    | xo   | xxx  | 5,60     |
| 8     | Adrián Vallés       | Spanien                     | xxo  | xo   | xo   | xxx  | 5,60     |
| 9     | Wladyslaw Malychin  | Ukraine                     | xxo  | o    | xxo  | xxx  | 5,60     |
| 10    | Jan Kudlička        | Tschechien                  | –    | o    | xxx  |      | 5,45     |
| 11    | Germán Chiaraviglio | Argentinien                 | xo   | o    | xxx  |      | 5,45     |
| 12    | Emmanouil Karalis   | Griechenland                | xxo  | o    | xxx  |      | 5,45     |
| 13    | Ilja Mudrow         | Authorised Neutral Athletes | o    | xo   | xxx  |      | 5,45     |
| 13    | Ivan Horvat         | Kroatien                    | o    | xo   | xxx  |      | 5,45     |
| 15    | Seito Yamamoto      | Japan                       | o    | xxx  |      |      | 5,30     |

In Qualifikationsgruppe A ausgeschiedene Stabhochspringer:

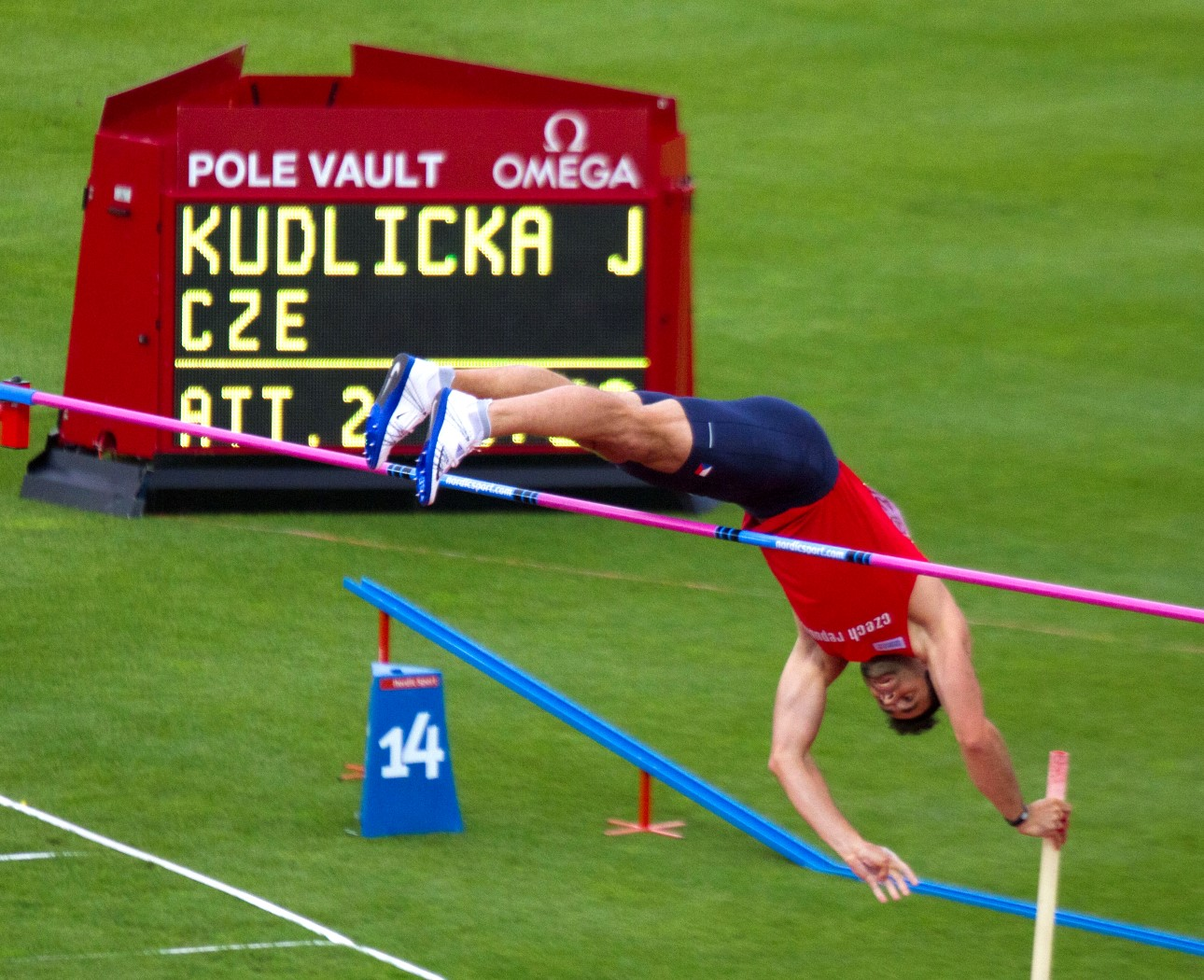
Jan Kudlička Rang zehn mit 5,45 m
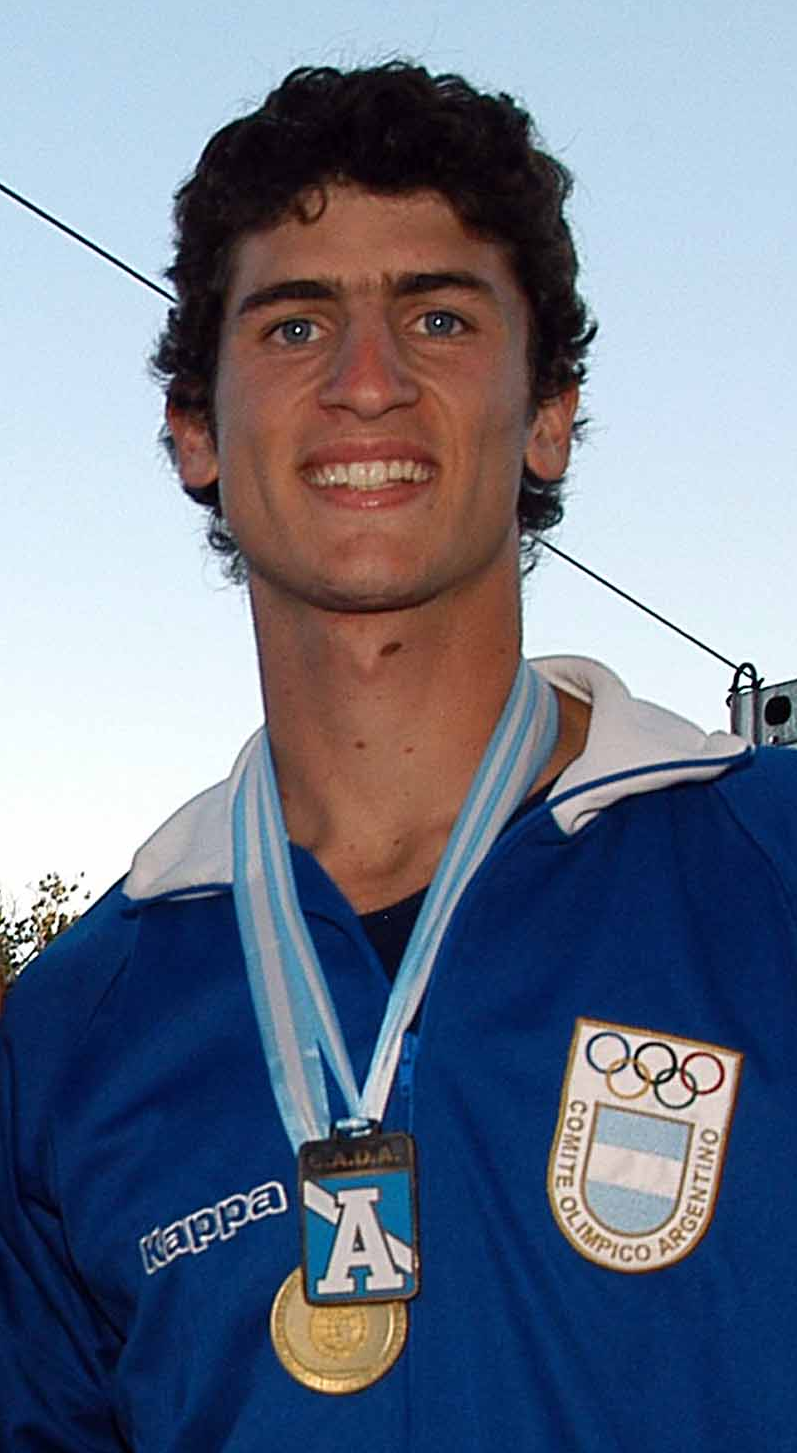
Germán Chiaraviglio Rang elf mit 5,45 m
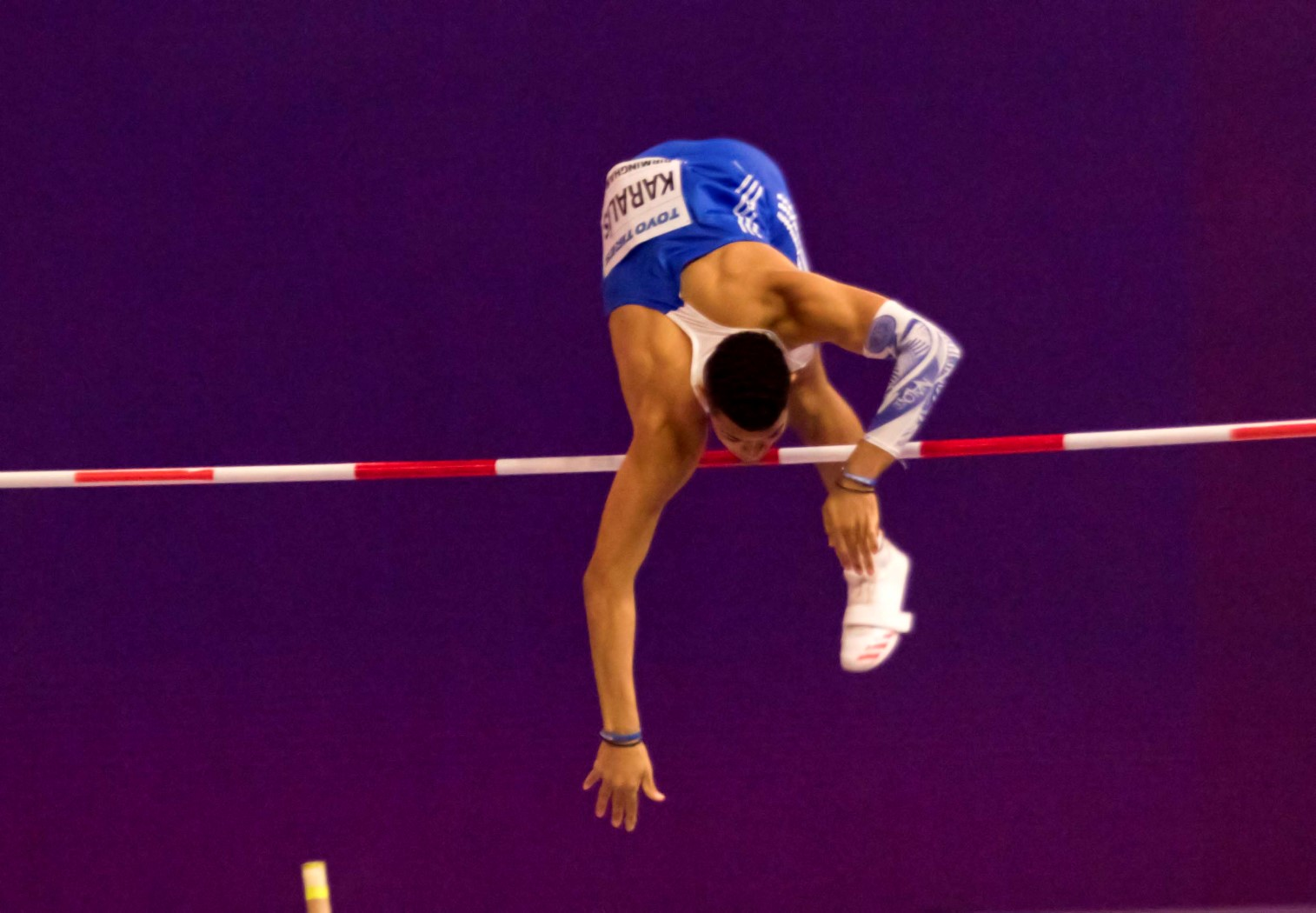
Emmanouil Karalis Rang zwölf mit 5,45 m

### Gruppe B
| Platz | Athlet              | Land                | 5,30 | 5,45 | 5,60 | 5,70 | Höhe (m) |
| ----- | ------------------- | ------------------- | ---- | ---- | ---- | ---- | -------- |
| 1     | Sam Kendricks       | USA                 | o    | o    | xxo  | o    | 5,70     |
| 2     | Shawnacy Barber     | Kanada              | o    | o    | o    | xxo  | 5,70     |
| 3     | Paweł Wojciechowski | Polen               | –    | o    | xxo  | xxo  | 5,70     |
| 4     | Arnaud Art          | Belgien             | o    | o    | o    | xxx  | 5,60     |
| 5     | Kurtis Marschall    | Australien          | o    | xxo  | o    | xxx  | 5,60     |
| 5     | Yao Jie             | Volksrepublik China | o    | xxo  | o    | xxx  | 5,60     |
| 7     | Christopher Nilsen  | USA                 | o    | o    | xo   | xxx  | 5,60     |
| 8     | Valentin Lavillenie | Frankreich          | –    | xo   | xo   | xxx  | 5,60     |
| 9     | Hiroki Ogita        | Japan               | o    | o    | xxx  |      | 5,45     |
| 10    | Kévin Menaldo       | Frankreich          | –    | xo   | xxx  |      | 5,45     |
| 11    | Michal Balner       | Tschechien          | xo   | xxo  | xxx  |      | 5,45     |
| NM    | Igor Bychkov        | Ukraine             | xxx  |      |      |      | ogV      |
| NM    | Diogo Ferreira      | Portugal            | xxx  |      |      |      | ogV      |
| NM    | Menno Vloon         | Niederlande         | –    | x–   | –    | r    | ogV      |

In Qualifikationsgruppe B ausgeschiedene Stabhochspringer:

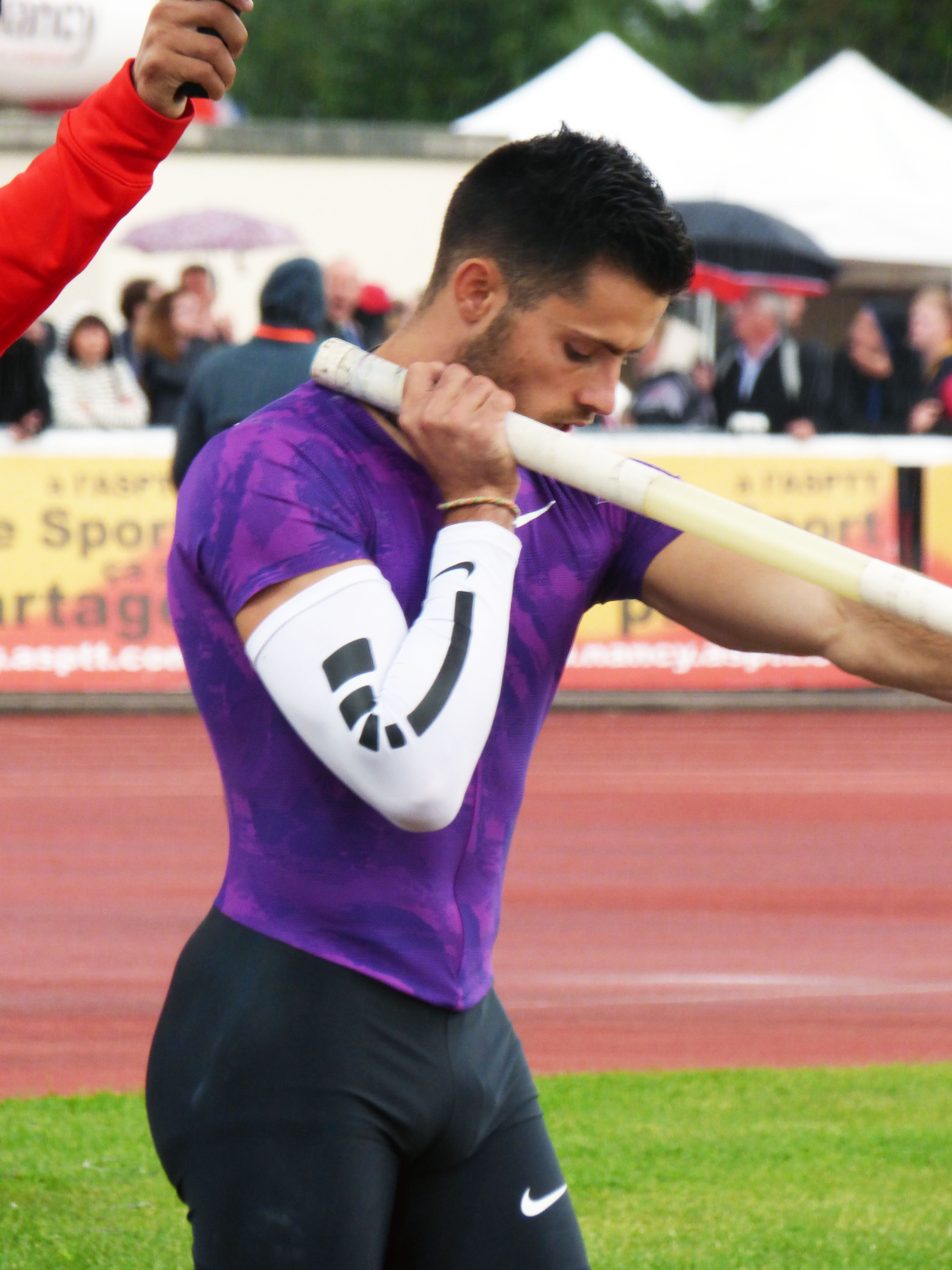
Valentin Lavillenie Rang acht mit 5,60 m
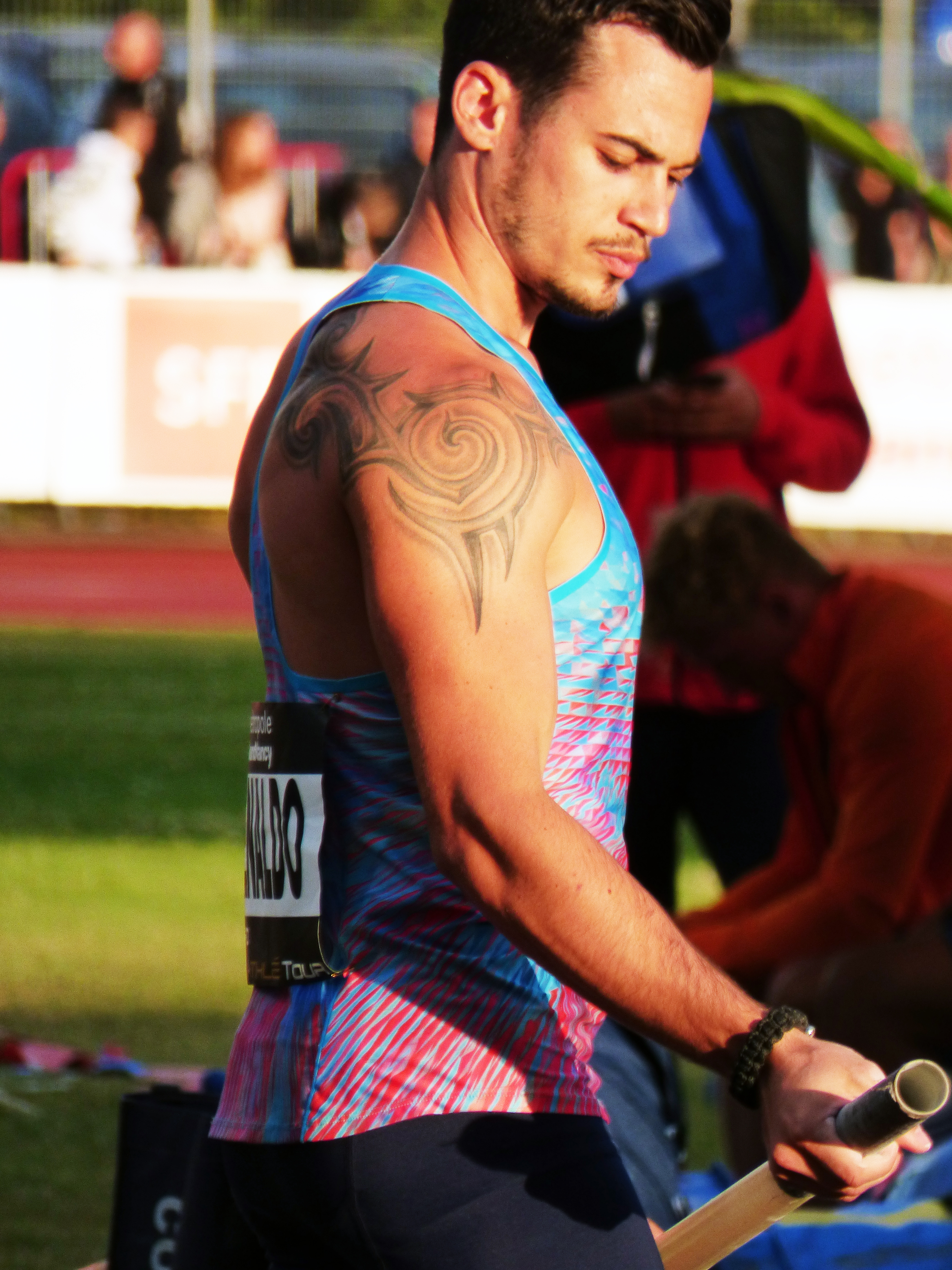
Kévin Menaldo Rang zehn mit 5,45 m
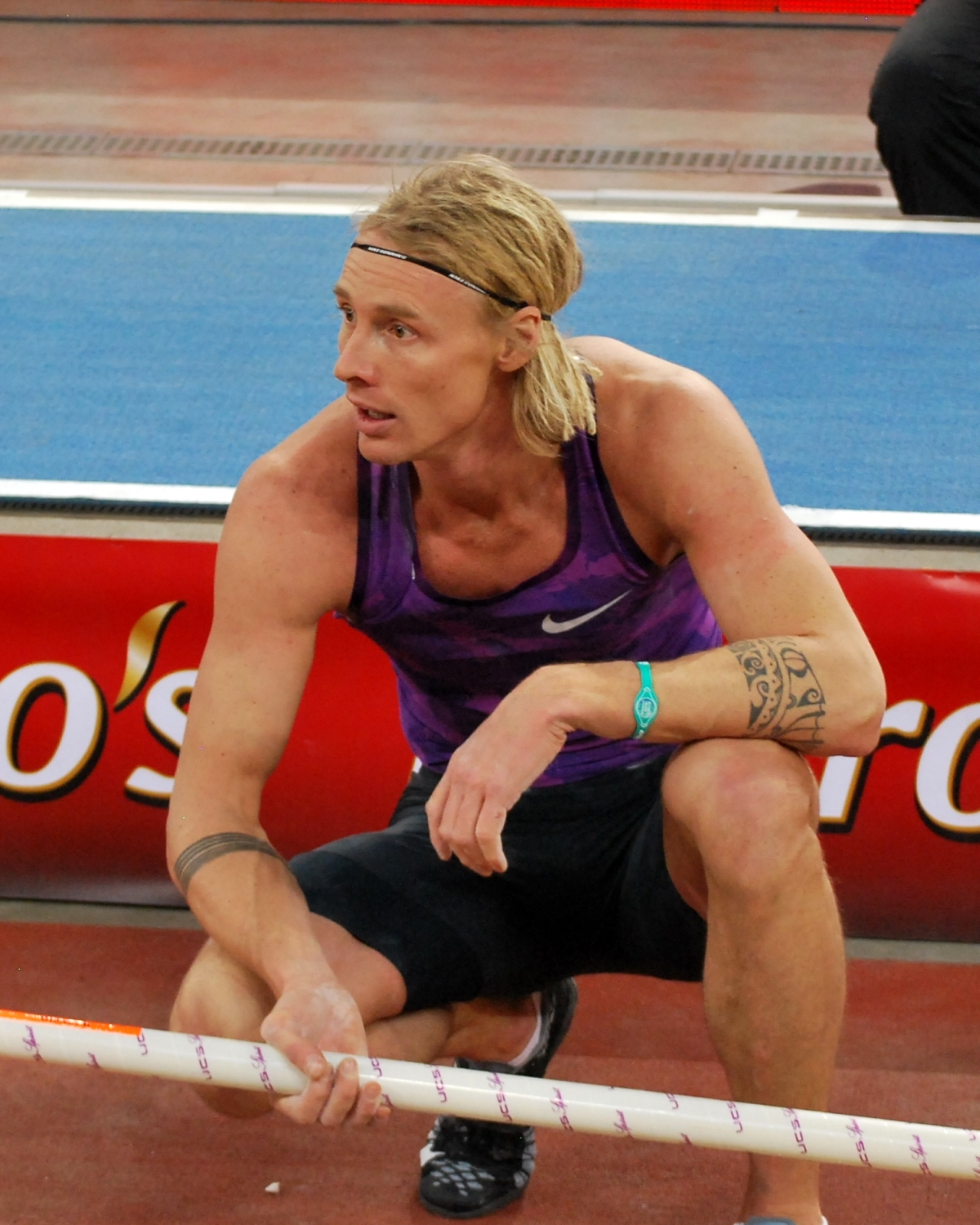
Michal Balner Rang elf mit 5,45 m
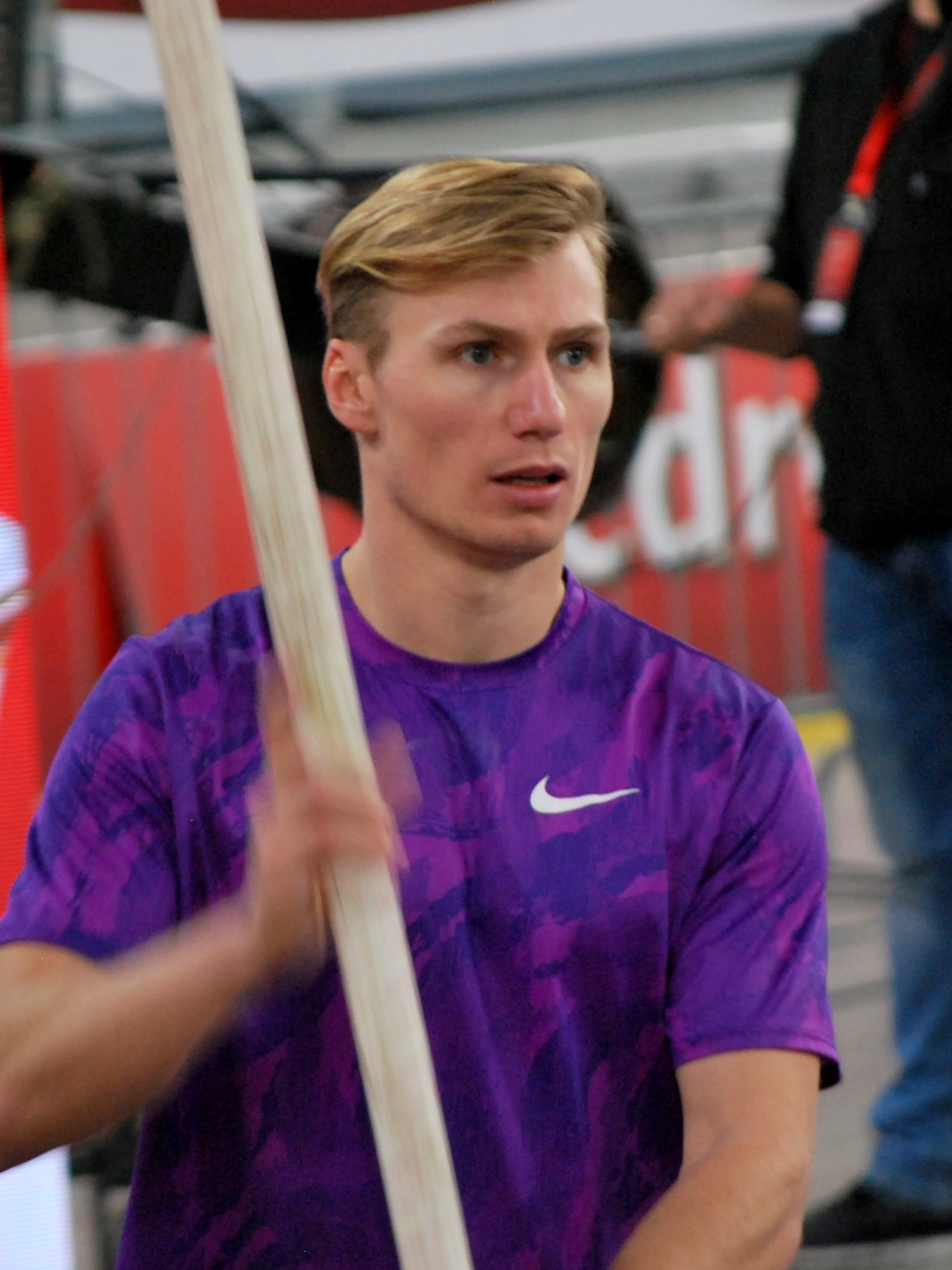
Igor Bychkov ohne gültigen Versuch
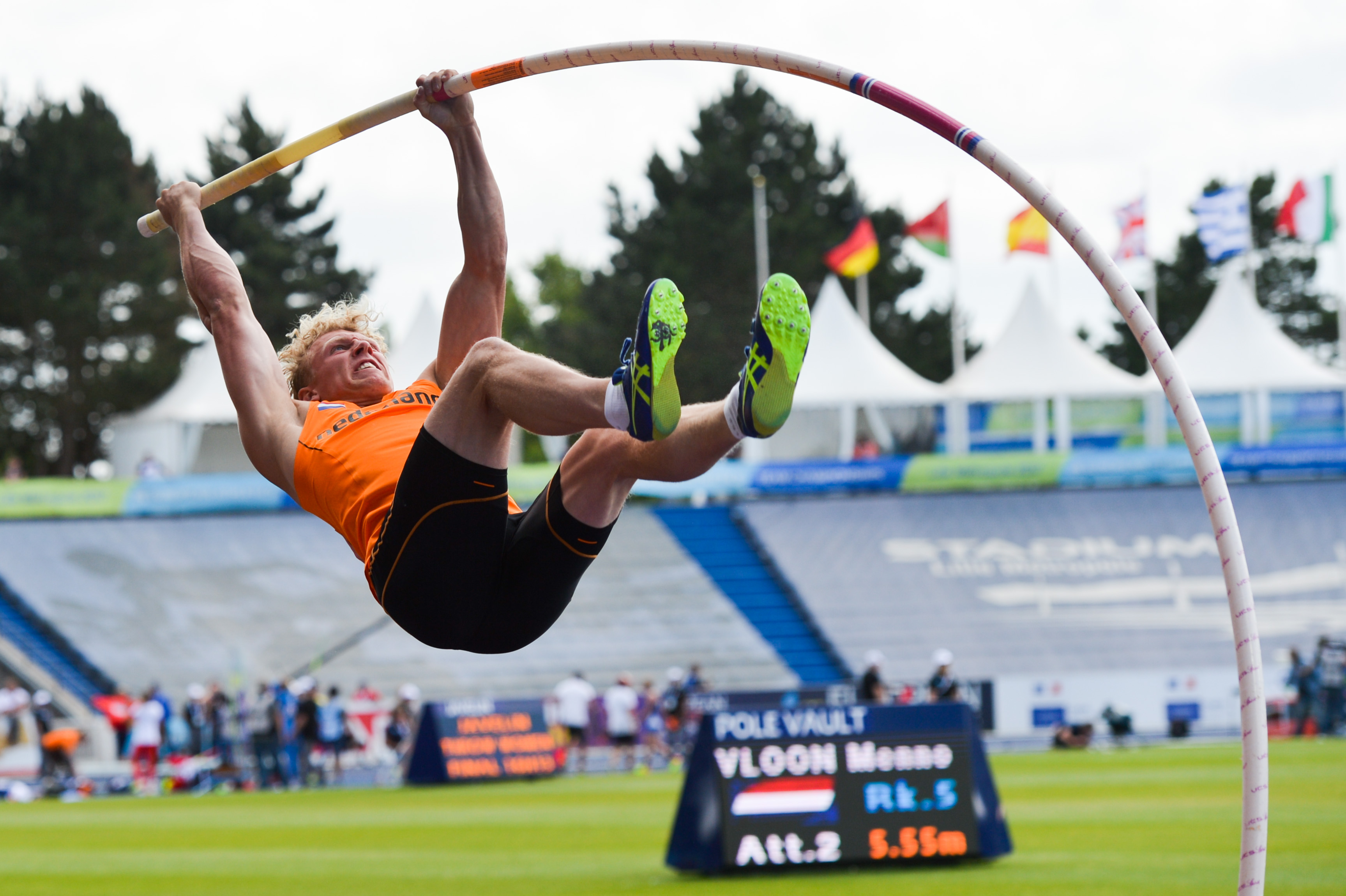
Menno Vloon ohne gültigen Versuch

## Finale

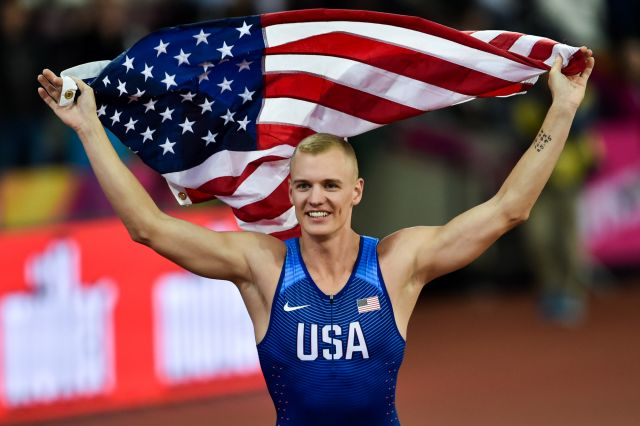
Weltmeister Sam Kendricks

8. August 2017, 19:35 Uhr Ortszeit (20:35 Uhr MESZ)
Favorit war der französische Weltrekordler, Olympiasieger von 2012 und Olympiazweite von 2016 Renaud Lavillenie. Der Weltmeistertitel fehlte dem Franzosen noch in seiner ansonsten sehr erfolgreichen Karriere. Einer seiner Hauptkonkurrenten, der Überraschungsolympiasieger von 2016 Thiago Braz da Silva aus Brasilien, fehlte hier in London. Aber Es gab dennoch starke Gegner für Lavillenie. Zu ihnen zählte der Bronzemedaillengewinner von 2016 Sam Kendricks aus den USA, der kanadische Weltmeister von 2015 Shawnacy Barber, der deutsche Weltmeister von 2013 und Vizeweltmeister von 2015 Raphael Holzdeppe sowie die beiden polnischen WM-Dritten von 2015 Paweł Wojciechowski und Piotr Lisek.
Eine erste entscheidende Phase begann bei der Sprunghöhe von 5,75 m. Holzdeppe war da schon ohne einen gültigen Sprung ausgeschieden. Acht Stabhochspringer waren noch im Wettbewerb. Mit Kendricks, Lavillenie, dem Chinesen Xue Changrui, Wojciechowski und dem Franzosen Axel Chapelle gab es fünf Athleten ohne bisherigen Fehlversuch. Der Australier Kurtis Marschall hatte einen gescheiterten Sprung hinter sich, Lisek und Barber hatten je zwei Fehlsprünge auf ihrem Konto. Für drei dieser Athleten waren 5,75 m diesmal zu hoch. So belegte Axel Chapelle den sechsten Platz, Kurtis Marschall wurde Siebter und Titelverteidiger Shawnacy Barber musste sich hier mit Rang acht begnügen. Außer Wojciechowski hatten alle anderen Springer 5,75 m mit ihren jeweils ersten Sprüngen gemeistert, der Pole war dann mit seinem zweiten Versuch erfolgreich.
Die nun aufgelegten 5,82 m übersprangen Kendricks und Changrui gleich beim ersten Mal, Lisek, Lavillenie und Wojciechowski sparten sich ihre verbleibenden Versuche nach jeweils einem Fehlsprung für die nächste Höhe von 5,89 m auf. Bei dieser Höhe ging es um die Medaillen. Kendricks zeigte sich auch hier souverän und bezwang die Höhe gleich mit dem ersten Sprung. Aber auch Lisek blieb weiter im Rennen, nachdem er gleich beim ersten Versuch erfolgreich war. Lavillenie zog dann mit dem letzten ihm verblieben Sprung nach, während Changrui und Wojciechowski an dieser Höhe scheiterten. Xue Changrui wurde somit Vierter, Paweł Wojciechowski belegte Rang fünf.
Die Medaillengewinner standen fest, nun galt es, deren Reihenfolge zu ermitteln. Die neue Sprunghöhe betrug 5,95 m. Jetzt taten sich alle Athleten schwer. Lisek riss dreimal und war damit ausgeschieden. Auch Lavillenie und Kendricks hatten zunächst je zwei Fehlversuche. Mit seinem dritten Sprung war Kendricks dann erfolgreich und lag damit weiter an der Spitze. Anschließend sparte sich Lavillenie seinen letzten verbliebenen Versuch für die nächste Höhe von 6,01 m auf. Sowohl der Franzose als auch der US-Amerikaner scheiterten bei ihren ersten Anläufen, womit die Entscheidung gefallen war, denn Lavillenie war damit nicht mehr im Rennen und belegte Rang drei. Vizeweltmeister war Piotr Lisek. Beide Athleten hatten 5,89 m übersprungen, Lisek mit seinem ersten und Lavillenie mit seinem zweiten Sprung. Nachdem Sam Kendricks jetzt als Weltmeister feststand, verzichtete er auf weitere Versuche.
| Platz | Athlet              | Land                | 5,50 | 5,65 | 5,75 | 5,82 | 5,89 | 5,95 | 6,01 | Höhe (m) |
| ----- | ------------------- | ------------------- | ---- | ---- | ---- | ---- | ---- | ---- | ---- | -------- |
|       | Sam Kendricks       | USA                 | o    | o    | o    | o    | o    | xxo  | xr   | 5,95     |
|       | Piotr Lisek         | Polen               | o    | xxo  | o    | x–   | o    | xxx  |      | 5,89     |
|       | Renaud Lavillenie   | Frankreich          | –    | o    | o    | x–   | xo   | xx–  | x    | 5,89 SB  |
| 4     | Xue Changrui        | Volksrepublik China | o    | o    | o    | o    | xxx  |      |      | 5,82 NR  |
| 5     | Paweł Wojciechowski | Polen               | o    | o    | xo   | x–   | xx   |      |      | 5,75     |
| 6     | Axel Chapelle       | Frankreich          | o    | o    | xxx  |      |      |      |      | 5,65     |
| 7     | Kurtis Marschall    | Australien          | xo   | o    | xxx  |      |      |      |      | 5,65     |
| 8     | Shawnacy Barber     | Kanada              | xo   | xxo  | xxx  |      |      |      |      | 5,65     |
| 9     | Armand Duplantis    | Schweden            | o    | xxx  |      |      |      |      |      | 5,50     |
| NM    | Arnaud Art          | Belgien             | xxx  |      |      |      |      |      |      | ogV      |
| NM    | Raphael Holzdeppe   | Deutschland         | xxx  |      |      |      |      |      |      | ogV      |
| NM    | Yao Jie             | Volksrepublik China | xxx  |      |      |      |      |      |      | ogV      |

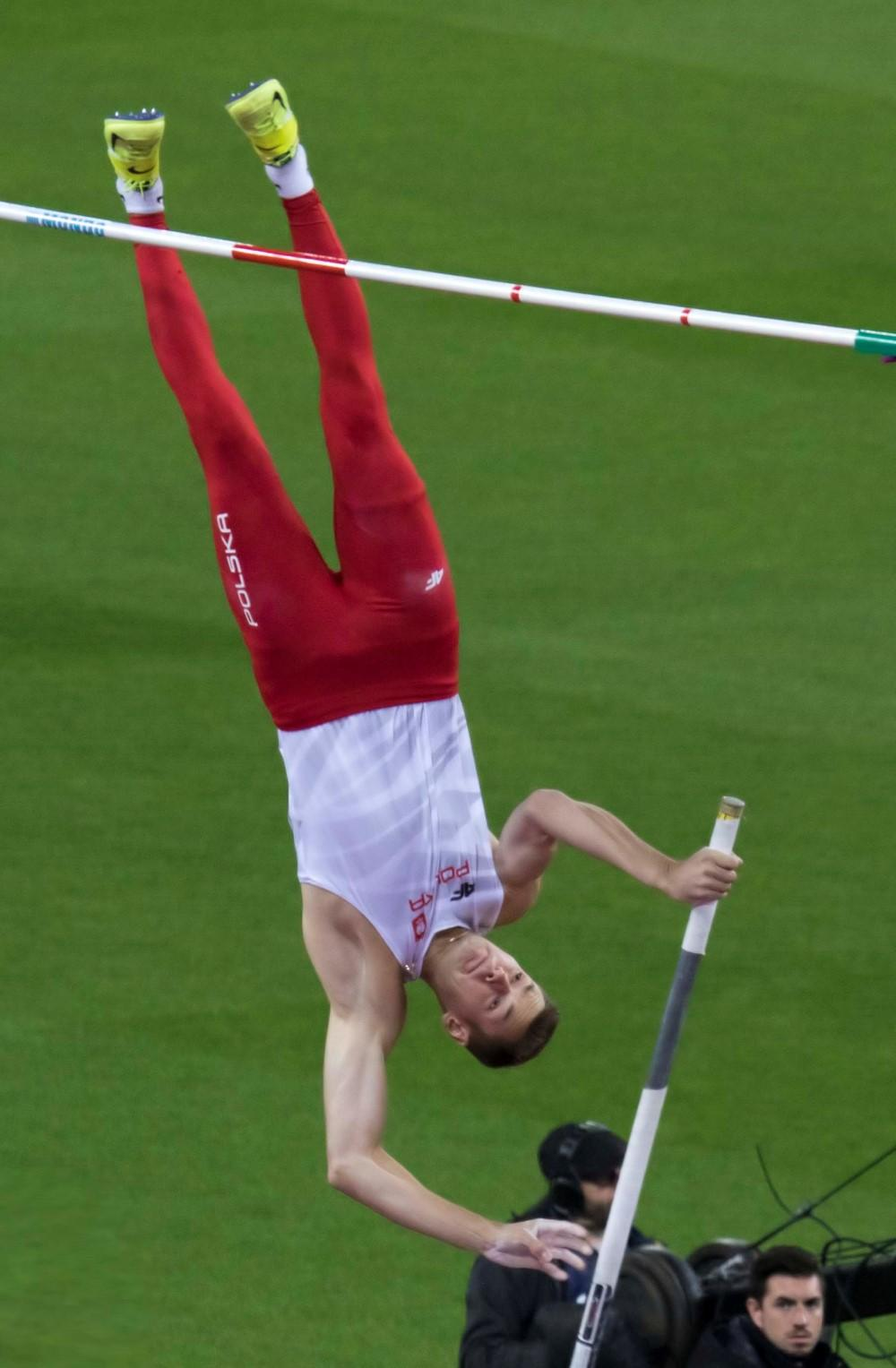
Vizeweltmeister Piotr Lisek
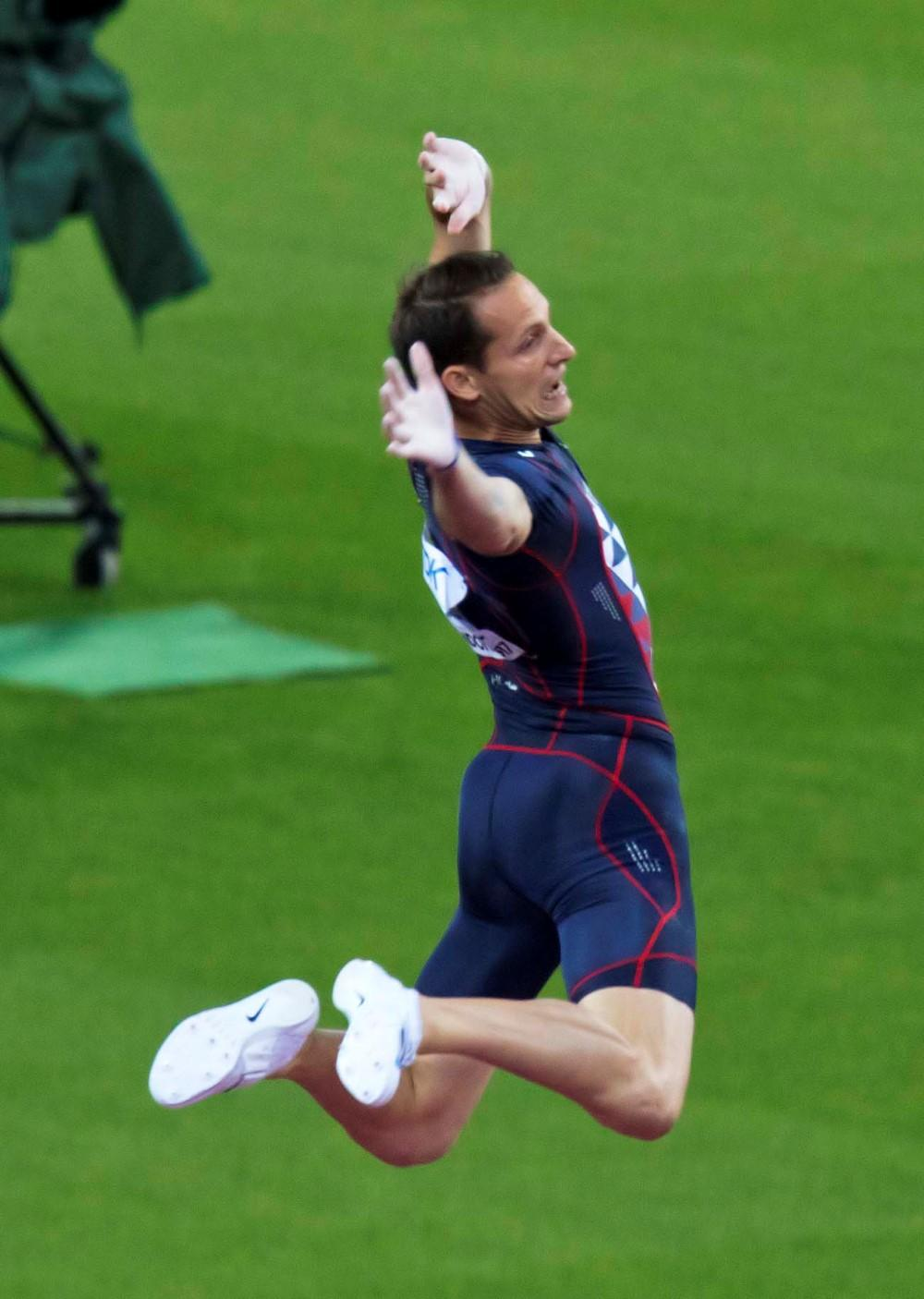
Bronzemedaillengewinner Renaud Lavillenie
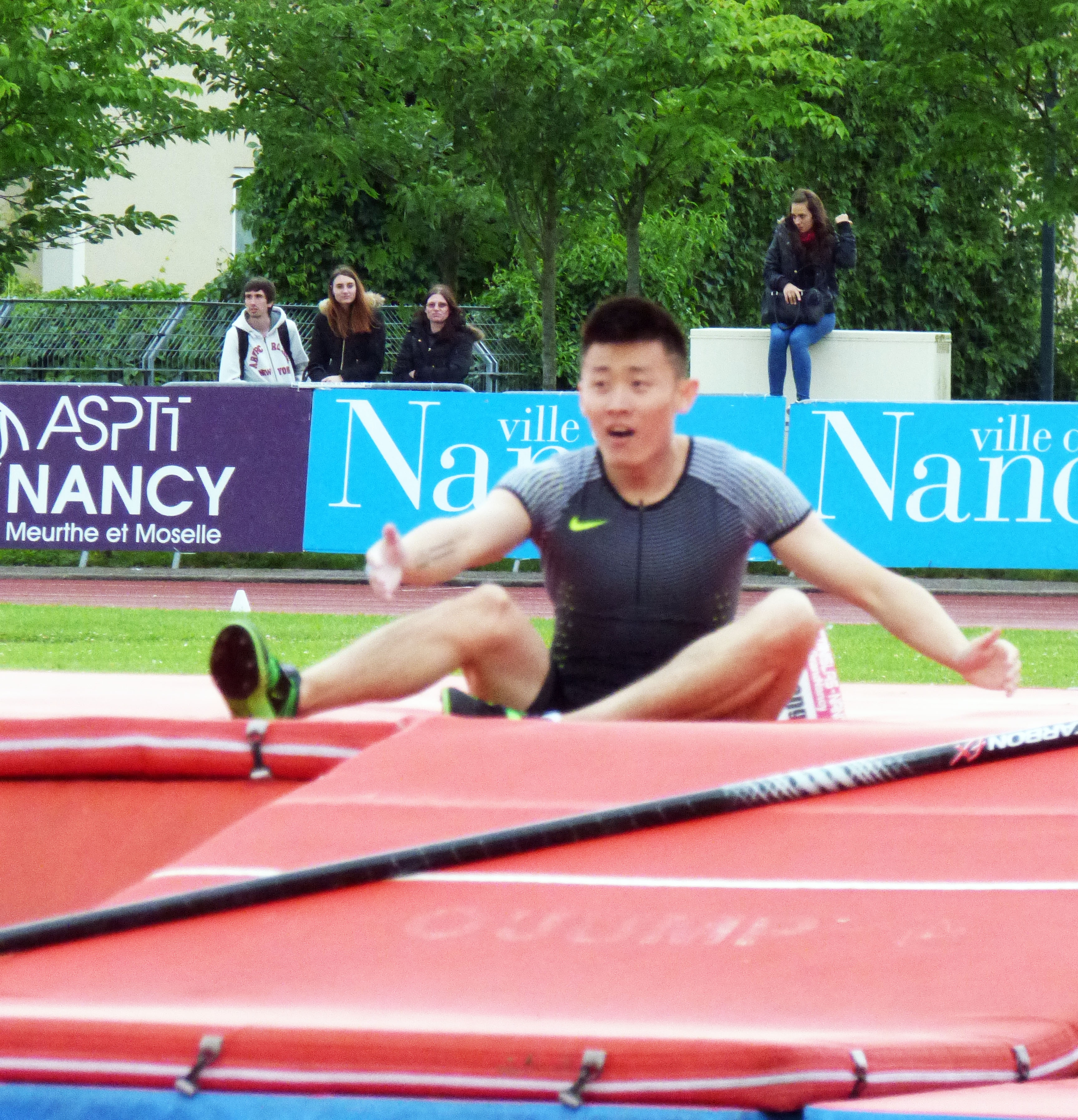
Xue Changrui belegte Rang vier

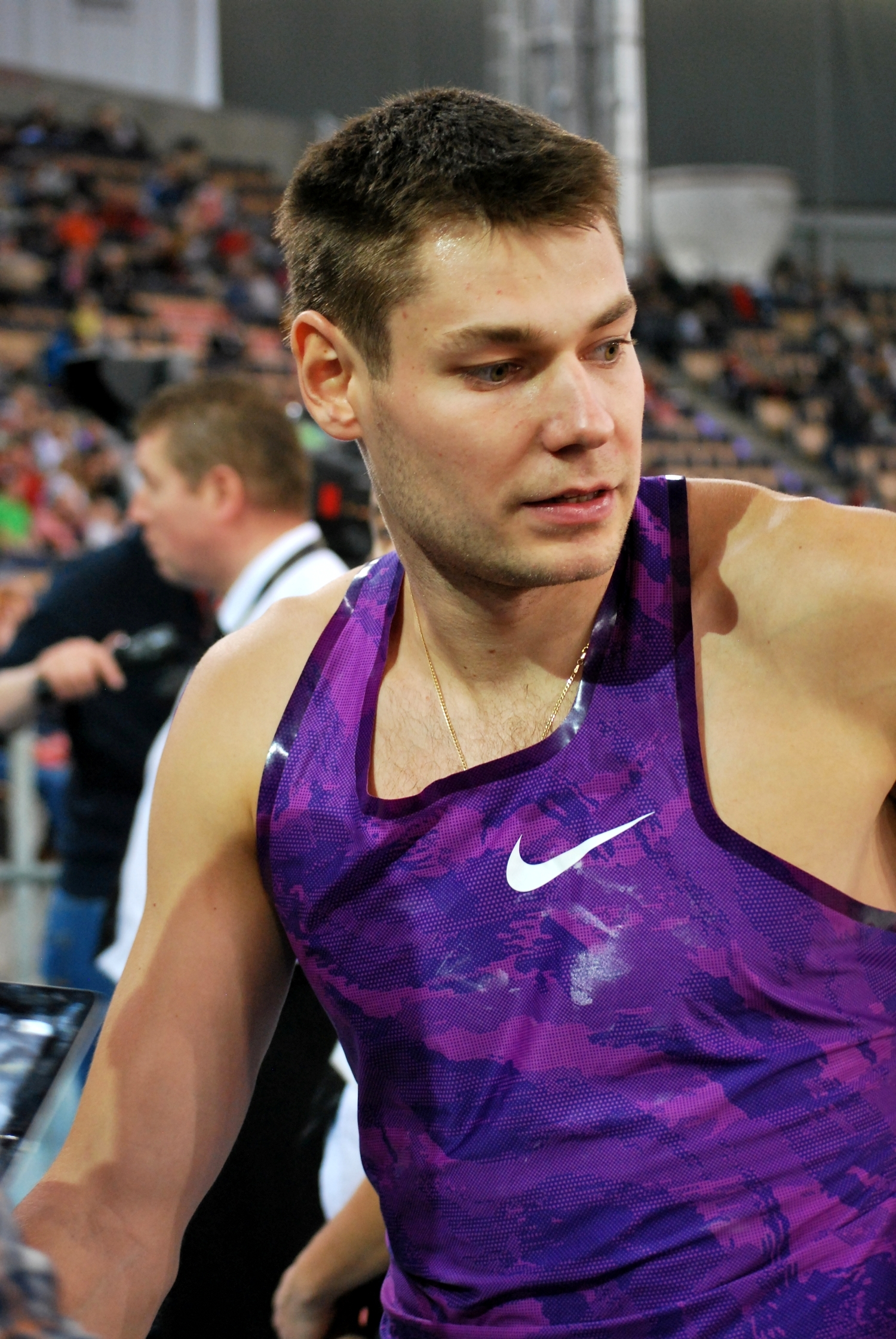
Paweł Wojciechowski Powell kam auf den fünften Platz
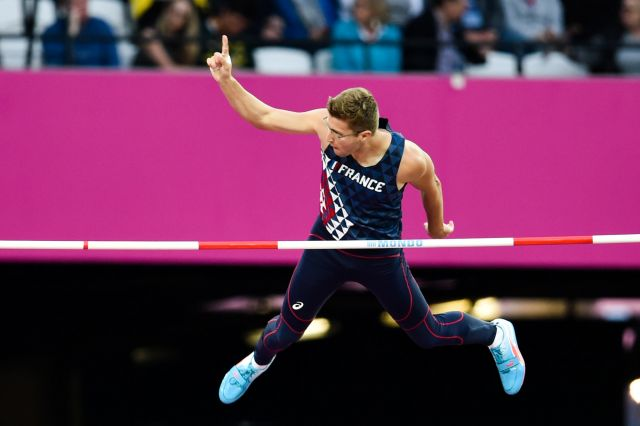
Rang sechs für Axel Chapelle
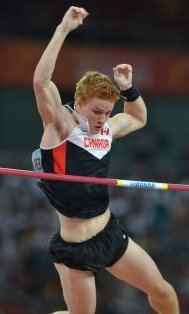
Titelverteidiger Shawnacy Barber musste diesmal mit Rang acht zufrieden sein
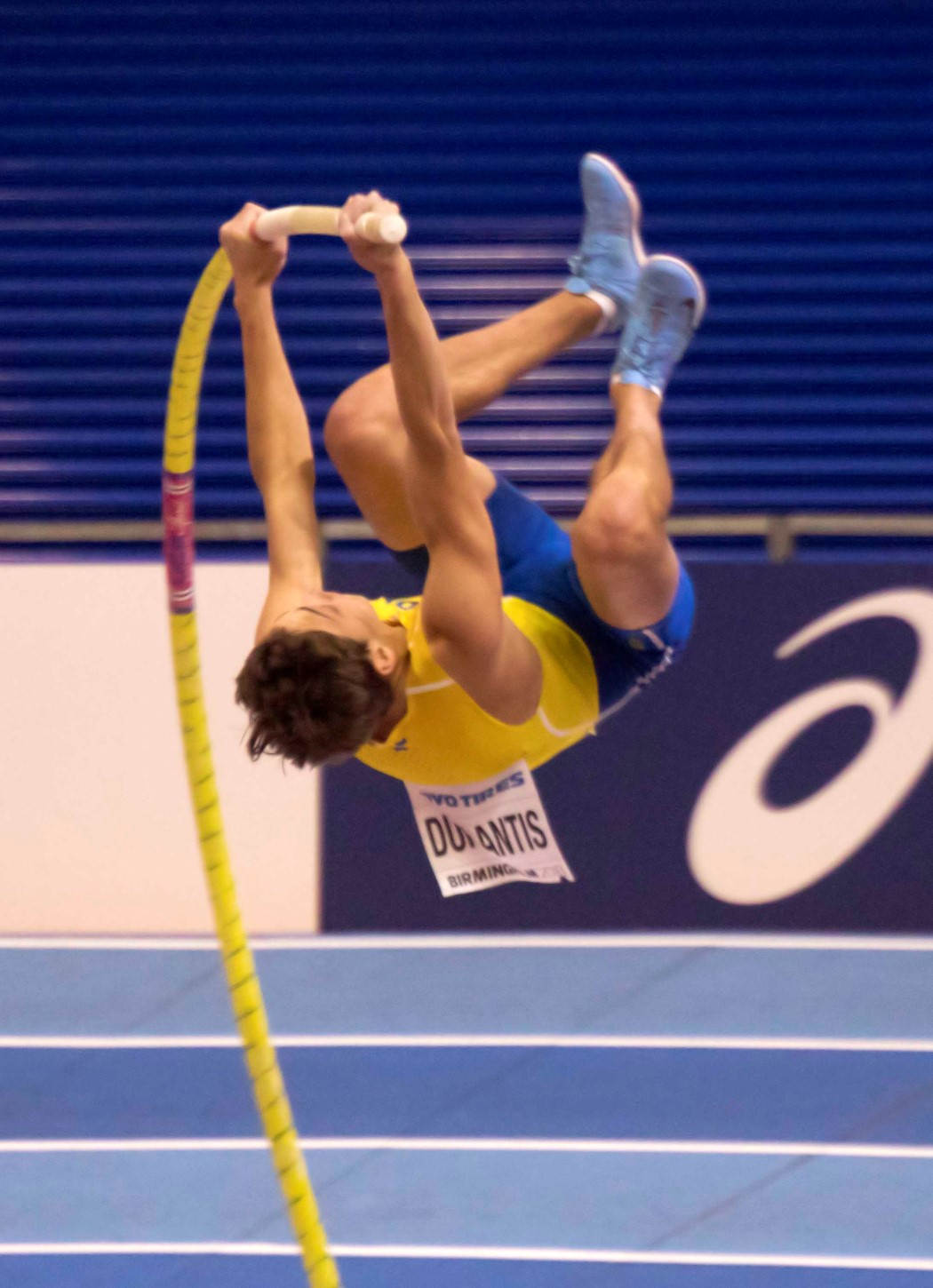
Der Schwede Armand Duplantis erreichte in diesem Finale Rang neun
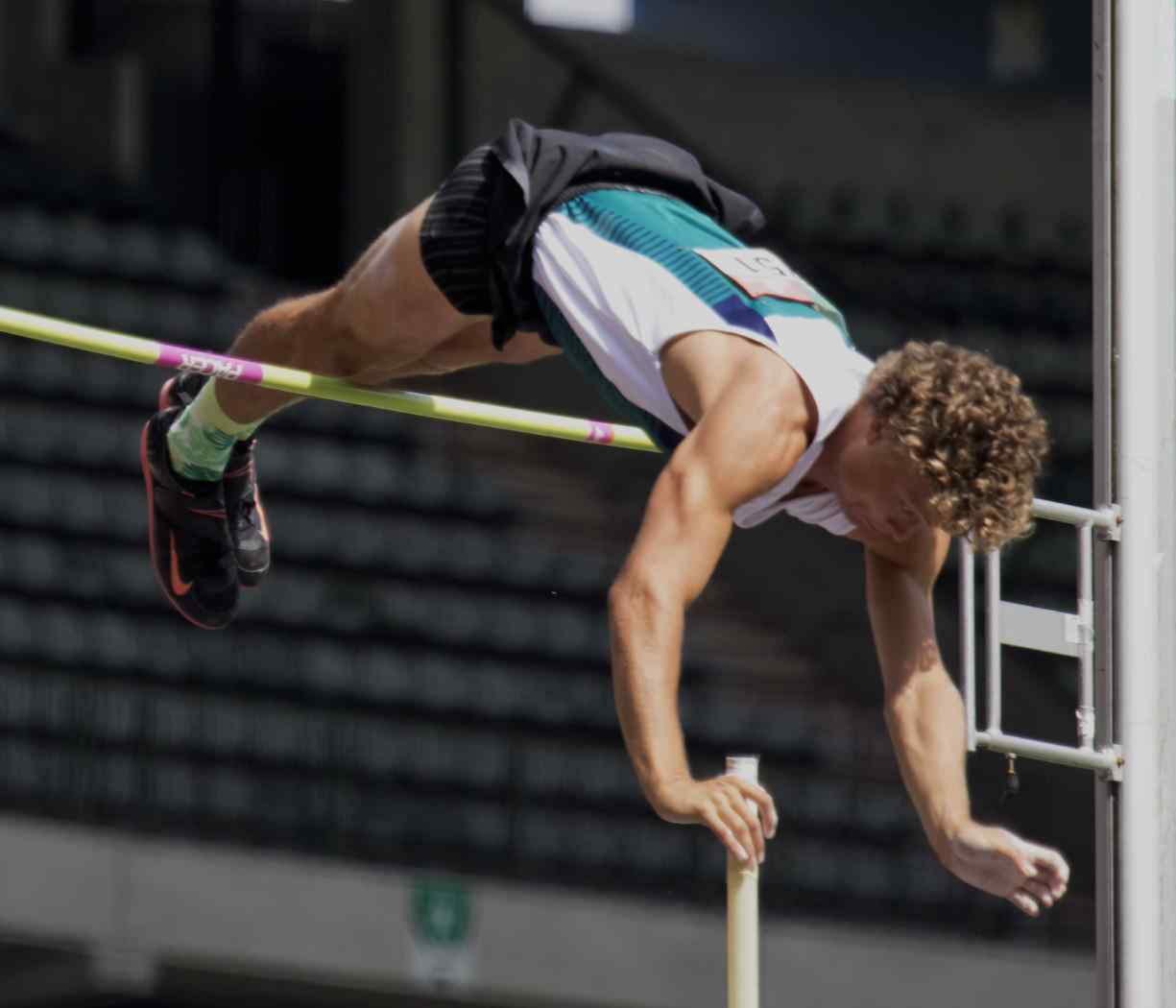
Ohne gültigen im Finale blieb Arnaud Art
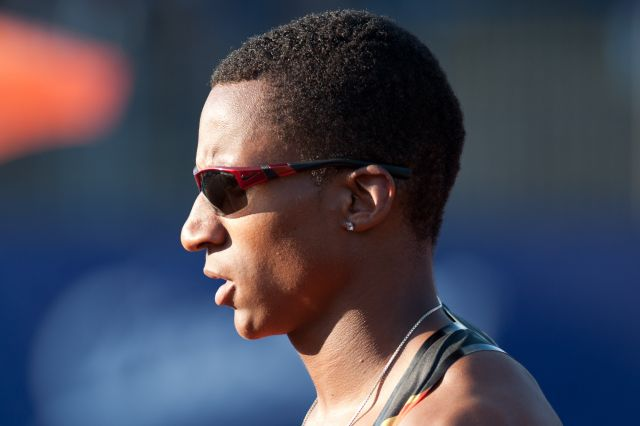
Der Vizeweltmeister von 2015 und Weltmeister von 2013 Raphael Holzdeppe produzierte im Finale keinen gültigen Sprung
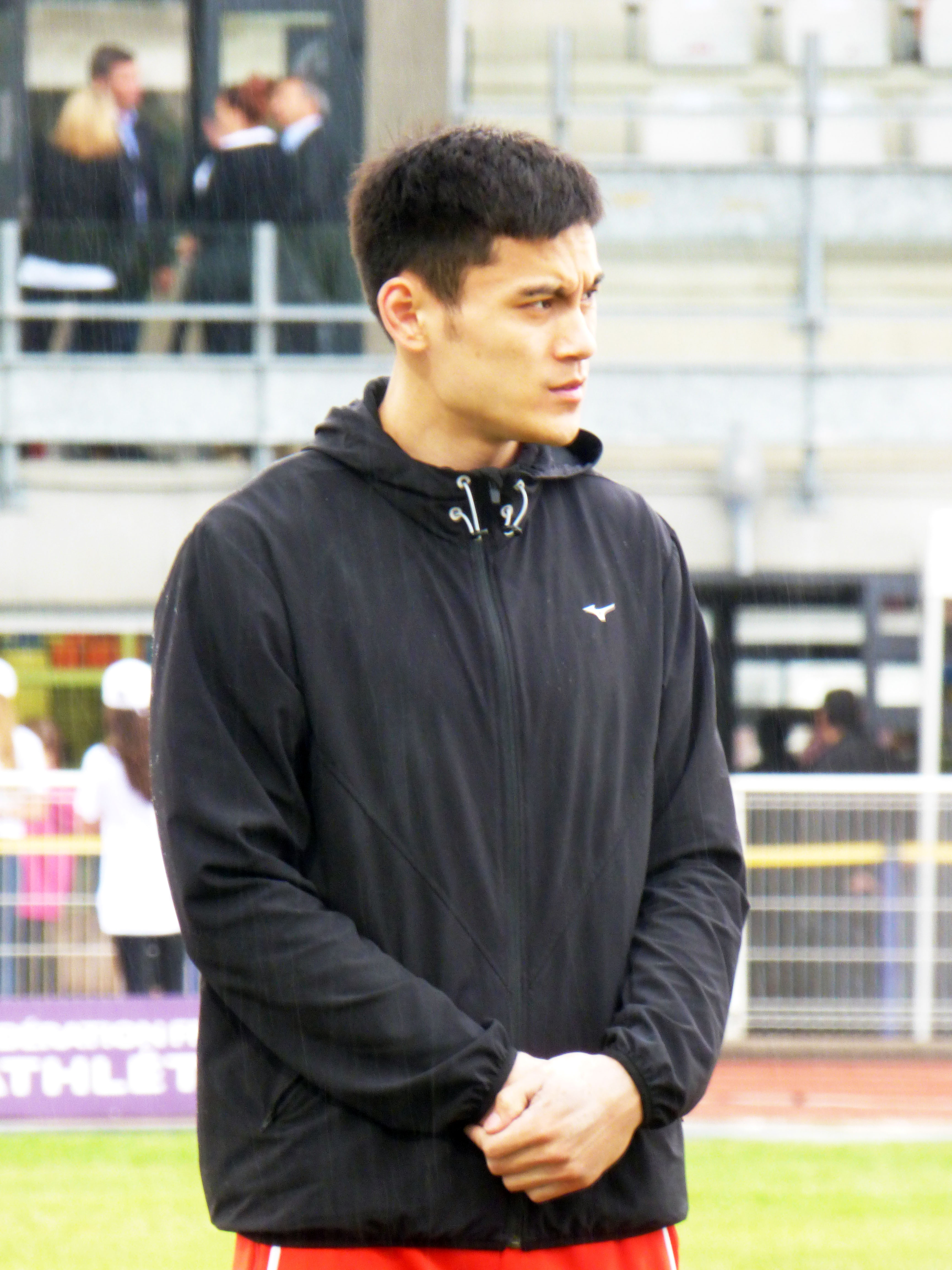
Der dritte Athlet ohne erzielte Höhe im Finale war Yao Jie

## Video
- WCH London 2017 Highlights - Pole vault - Men - Final - Kendricks wins, youtube.com, abgerufen am 28. Februar 2021